# Adela Reta
Adela Miriam Reta (* 9. Juli 1921 in Montevideo; † 3. April 2001 ebenda) war eine uruguayische Juristin und Politikerin. Von 1985 bis 1990 war sie Bildungs- und Kulturministerin ihres Landes.

## Biographie
Adela Reta wurde als Tochter von Adela Josefina Sosa und des Juristen Silvio Emilio Reta geboren. Sie besuchte das Lycée Français de Montevideo. Nach Abschluss der Schule nahm sie ein Studium an der Fakultät für Rechts- und Sozialwissenschaften der Universidad de la República in Montevideo auf, 1946 promovierte sie zum Thema Protección jurídico penal de la familia (Strafrechtlicher Schutz der Familie). Sie war ein Mitglied des liberalen Partido Colorado.
1956 war Reta die erste Frau, die den Lehrstuhl für Strafrecht an der Uni in Montevideo einnahm. 1957 war sie die Delegierte Uruguays in der Interamerikanischen Frauenkommission. 1959 und 1960 bereiste sie als Stipendiatin der UNO Belgien und Deutschland, um sich über die dortigen Regelungen in Sachen minderjähriger Straftäter zu informieren. Von 1967 bis 1973 war sie Präsidentin des uruguayischen Rates für Kinder und von 1963 bis 1967 Vorsitzende des Wahlgerichts ihres Landes. Ihre besonderen Interessen galten dem Strafrecht, den Minderheiten, der Stellung der Frau und den Menschenrechten. Während der Militärdiktatur in Uruguay wurde sie gezwungen, sich von ihren Ämtern zurückzuziehen, weil sie als Gegnerin des Regimes bekannt war und politische Gefangene verteidigt hatte.
1983 gehörte Reta zu einer nationalen Menschenrechtskommission, die sich aus Vertretern aller Parteien zusammensetzte. Diese Kommission machte die Haftbedingungen in den Militärgefängnissen bekannt und förderte die Einrichtung einer Rechtshilfestelle für Opfer von Repressionen. Zudem engagierte sie sich erfolgreich für ein Amnestie-Gesetz, aufgrund dessen politische Gefangene aus dem Gefängnis entlassen wurden, darunter auch Angehörige der Tupamaros. 1985 erreichte sie, dass Uruguay die Amerikanische Menschenrechtskonvention unterzeichnete, und sie nahm ihren Lehrstuhl an der Universität wieder ein. Parallel zu ihrer Rückkehr in den Universitätsdienst wurde sie, während der ersten Amtszeit von Präsident Julio María Sanguinetti, zur Ministerin für Bildung und Kultur ernannt, ein Amt, das sie bis 1990 innehatte. Bis zu ihrem Eintritt in den Ruhestand wechselte sie zwischen ihrer Lehrtätigkeit und wichtigen öffentlichen Ämtern. So war sie unter anderem Mitglied der Redaktionskommissionen für die Reform des Strafgesetzbuches und des Jugendstrafrechts sowie Mitverfasserin eines nationalen Gesetzes über Organ- und Gewebetransplantation. 1997 wurde sie emeritiert.
1995 wurde Adela Reta zur Präsidentin des Verwaltungsrates des uruguayischen Rundfunk-, Radio- und Unterhaltungsdienstes Sodre ernannt. Eine Wahl zur Senatorin hatte sie zuvor nicht angenommen, weil ihre Sehkraft stark abgenommen hatte. Sie starb 2001 im Alter von 79 Jahren. Der uruguayische Jura-Professor und Senator Ruben Correa Freitas bescheinigte ihr in seinem Nachruf eine „Kämpferin, mit großem Zivilcourage und enormer moralischer Integrität“ gewesen zu sein. Ihre Person diene als „ethische und moralische Referenz für die gesamte uruguayische Gesellschaft“.
Im November 2009 wurde der Gebäudekomplex von Sodre in Montevideo nach einem Brand wiedereröffnet – Reta hatte sich für den Wiederaufbau eingesetzt – und trägt seitdem den Namen Auditorio Nacional Adela Reta. 2021, anlässlich von Retas 100. Geburtstag, gab die uruguayische Post eine Briefmarke mit ihrem Konterfei heraus, und im Parlamentsgebäude wurde ein Gemälde von ihr enthüllt. Am Sodre-Gebäude wurde ein Wandgemälde von Reta angebracht.

## Ehrungen
Adela Reta erhielt zahlreiche Auszeichnungen und Ehrungen: So wurde sie unter anderem 1993 zum Offizier der französischen Ehrenlegion ernannt, erhielt 1996 den Preis für uruguayische Kultur Morosoli de oro und 2000 die Plakette des mexikanischen Ordens vom Aztekischen Adler.